# Oulema erichsonii
Oulema erichsonii es una especie de insecto coleóptero de la familia Chrysomelidae.
Fue descrita científicamente en 1841 por Suffrian.